# Nataniel Wybraniec
Nataniel Krzysztof Wybraniec (* 26. prosince 2000, Ratiboř) je profesionální polský fotbalový obránce, který hraje za Wigry Suwałki.

## Klubová kariéra
Wybraniec začal s fotbalem v Ratiboři. Následovalo angažmá v Odře Vladislav a vratislavském Piastu Żerniki, odkud putoval do Opavy.

### SFC Opava
Do SFC přišel společně se záložníkem Bartoszem Pikulem. Debut v nejvyšší soutěži si připsal dne 5. prosince 2020 proti Baníku Ostrava, kdy v 86. minutě střídal Lukáše Holíka. Slezské derby tehdy skončilo výhrou Baníku 1:2. Za Opavu odehrál pouze 2 zápasy, z toho jeden v B-týmu.

### FC Dolní Benešov (hostování)
V létě 2021 odešel na půlroční hostování do Dolního Benešova. Zde si v MSFL připsal 17 startů.

### GKS Jastrzębie
Dne 7. února 2022 v GKS podepsal smlouvu do června 2023. V polské I lize si připsal debut 2. dubna 2022 proti Zaglębie Sosnowiec, v zápase odehrál 45 minut. Kontrakt zde neprodloužil. Za Jastrzębie nastoupil celkem do 30 soutěžních zápasů.

### Olimpia Zambrów
V červenci 2023 přestoupil do Olimpie Zambrów. V dresu Olimpie nastoupil do 33 ligových zápasů.

### Wigry Suwałki
Dvouletý kontrakt ve Wigrách podepsal dne 18. července 2024.